# Rillo
Rillo è un comune spagnolo di 137 abitanti della provincia di Teruel nella comunità autonoma dell'Aragona.